# Exocentrus miselloides
Exocentrus miselloides là một loài bọ cánh cứng trong họ Cerambycidae.